# Geografija Afganistana
Afganistan je gorata država brez izhoda na morje, ki leži na Iranskem višavju, na stičišču Srednje Azije in Južne Azije. Država je po velikosti 40. največja na svetu. Kabul je glavno in največje mesto Afganistana, ki leži v provinci Kabul. Ker je Afganistan na stičišču glavnih trgovskih poti, je že od 6. stoletja pr. n. št. pritegnil vrsto prišlekov.
Afganistan obsega večino Hindukuša. V državi je več večjih rek, med njimi Amu Darja, Argandab, Farah, Hari, Helmand, Kabul, Kokča in Kunar. Država ima tudi številne manjše reke, pa tudi potoke, kanale, jezera, ribnike in izvire. Večina sladke vode je v preteklosti tekla v sosednje države.

## Območje in meje
Območje
- skupaj: 652.864 km²
  - uvrstitev države na svetu:40

- ozemlje: 652.230 km²
- voda: 630 km²

Kopenske meje
- skupaj: 3736 km
  - mejne države: Pakistan 2670 km, Tadžikistan 1357 km, Iran 921 km, Turkmenistan 804 km, Uzbekistan 144 km, Kitajska 91 km

Obala
- 0 km

Pomorske terjatvebrez (brez izhoda na morje)

## Gorski sistemi
Gorovje Hindukuš doseže višino 7492 m na Nošaku, najvišjem vrhu Afganistana. Od verig, ki se raztezajo proti jugozahodu od Hindukuša, doseže vrh Foladi (Šah Foladi) gorske verige Baba (Koh-i-Baba) največjo višino: 5142 m. Pogorje Safed Koh, ki vključuje območje Tora Bora, prevladuje na mejnem območju jugovzhodno od Kabula.
Pomembni prehodi so prelaz Unai čez Safed Koh, prelaza Kušan in Salang skozi Hindukuš ter prelaz Kiber, ki povezuje Afganistan s Pakistanom. Vrh prelaza Kiber na 1070 m pri Landi Kotalu v Pakistanu je 5 km vzhodno od obmejnega mesta Torkham. Drugi ključni prehodi skozi gorato pakistansko mejo so dva iz province Paktika v pakistansko regijo Vaziristan: enega pri Angoor Adi in enega južneje pri prehodu reke Gumal ter prehod reke Čarkai južno od Kosta v Afganistanu pri pakistanski vasi Gulam Kan v Severnem Vaziristanu. Prometni pakistansko-afganistanski mejni prehod pri Vešu v Afganistanu je na ravnem in suhem območju, čeprav ta pot vključuje pakistanski prelaz Kodžak na 2707 m, le 14 km od meje. Meja povezuje Kandahar in Spin Boldak v Afganistanu s Quetto v Pakistanu.
Vakanski koridor na severovzhodu leži vzhodno od province Pandžšir, med Hindukušem in gorovjem Pamir, ki vodi do prelaza Vahdžir v Šindžjangu na Kitajskem. V Kabulu in v celotnem severnem delu države do spusta v Gandamaku je zima ostra, še posebej na visoki Aračosian planoti.
Čeprav je Herat približno 240 m nižji od Kandaharja, je tam poletno podnebje bolj zmerno kot letno. Od maja do septembra piha veter s severozahoda z veliko močjo in se razteza čez vso državo do Kandaharja. Zima je mila; sneg se topi, ko pade in tudi na gorah ne leži dolgo. Tri leta od štirih v Heratu ne zamrzne dovolj močno, da bi ljudje lahko skladiščili led. Pa vendar ni bilo prav daleč od Herata, v Rafir Kali leta 1750, kjer naj bi vojska Ahmad šaha, ki se je umikala iz Perzije, v eni sami noči zaradi mraza izgubila 18.000 mož. V severnih okrožjih Herata zapisi najhladnejšega meseca (februarja) kažejo povprečno najmanjšo temperaturo −8 °C in najvišjo temperaturo 3 °C. Vzhodni tok reke Hari, vključno z brzicami, je pozimi močno zmrznjen in ljudje potujejo po njej kot po cesti.

## Podnebje
Padavine v Afganistanu so zelo redke in večinoma prizadenejo le severna višavja ter padajo marca in aprila. Padavine v bolj sušnih nižinah so redke in so lahko zelo nepredvidljive. Izrazite značilnosti so velike razlike med poletno in zimsko temperaturo ter med dnevno in nočno temperaturo ter v kolikšni meri je mogoče doseči spremembo podnebja z rahlo spremembo kraja. Afganistansko podnebje je suho. Sonce sije tri četrtine leta in noči so bolj jasne kot dnevi.
Če vzamemo celotno višavje države, ni velike razlike med srednjo temperaturo Afganistana in spodnje Himalaje. Vendar pa je izjemna značilnost afganistanskega podnebja njegovo ekstremno temperaturno območje v omejenih obdobjih. Najmanjši dnevni razpon na severu je takrat, ko je vreme hladno; največja je, ko je vroče. Sedem mesecev v letu (od maja do novembra) ta razpon dnevno presega 17 °C . Pojavljajo se valovi močnega mraza, ki trajajo več dni in morda je treba vzdržati temperature od −24 °C, ki se dvignejo do največ −8 °C. V Gazniju je znano, da sneg ostane še dolgo po pomladnem enakonočju; temperature se spustijo vse do −25 °C. Ustno izročilo pripoveduje o uničenju celotnega prebivalstva Gaznija zaradi snežnih neviht ob več kot eni priložnosti. Po drugi strani pa je poletna temperatura izjemno visoka, zlasti v regijah Oxus, kjer je največja senca 45–50 °C ni neobičajno.
Poletna vročina je močna v Sistanskem bazenu, Džalalabadu in Turkestanu. Veter simoom se poleti pojavlja v provinci Kandahar. Vroče obdobje je intenzivnejše zaradi pogostih prašnih neviht in močnega vetra; medtem ko so goli skalnati grebeni, ki prečkajo deželo, podnevi vpijajo toploto in jo ponoči oddajajo, poletne noči naredijo najbolj zatišne. V Kabulu vročino občasno ublaži hladen vetrič iz Hindukuša, noči pa so običajno hladne. V Kandaharju sneg redko zapade na ravnicah ali nižjih hribih; ko, se takoj stopi.
Poletno deževje, ki spremlja jugozahodni monsun v Indiji, bije vzdolž južnih pobočij Himalaje in potuje po dolini Kabula vse do Laghmana, čeprav se jasneje čuti v Badžourju in Pandžkori, pod Hindukušem in v vzhodne veje Safed Koha. V tej sezoni dežuje tudi na vrhu doline Kuram. Južno od tega gorovje Suliman lahko štejemo za zahodno mejo monsunskega delovanja. V preostalem delu Afganistana, kjer je, tako kot v preostali zahodni Aziji, zimskega dežja in snega največ. Spomladanski dež, čeprav manj obilen, je za kmetijstvo pomembnejši od zimskega, razen če slednji pade v obliki snega. Če ni monsunskih vplivov, so vremenske napovedi bolj stabilne kot v Indiji. Severozahodni snežni viharji, ki se pojavljajo pozimi in spomladi, so najbolj opazna značilnost in njihov vpliv je jasno čutiti na indijski meji.

## Reke, potoki in jezera
V Afganistanu med novembrom in marcem zapade sneg, ki se postopoma stopi v številne reke, potoke, kanale, jezera, ribnike in izvire, vendar večina sladke vode še naprej teče v sosednje države. Izgubi približno dve tretjini svoje vode v sosednji Pakistan, Iran, Tadžikistan, Uzbekistan in Turkmenistan.
Državni drenažni sistem je večinoma neobalni.
- Reka Helmand in kanal Boghra, ki potekata vzporedno v provinci Helmand
- Slikovit pogled na zahodni Afganistan
- Provinca Takhar v severnem Afganistanu
- Reka Kokča v provinci Badakhšan

## Vegetacija
Značilna porazdelitev vegetacije v gorah Afganistana je vredna pozornosti. Njegova velika masa je omejena na glavne grebene in njihove neposredne krake, medtem ko je na bolj oddaljenih in končnih grebenih skoraj popolnoma odsotna; pravzaprav sta to gola skala in kamen. Na samem alpskem območju Safed Koh in njegovih neposrednih vejah, na višini 1800–3000 m je obilno rast velikih gozdnih dreves, med katerimi so iglavci najbolj plemeniti in vidni, kot je Himalajska cedra (Cedrus deodara), jelka (Abies excelsa), bor Pinus longifolia, obmorski bor (Pinus pinaster), pinija (užitna, čeprav je ta vrsta verjetno vnesena, saj izvira iz Španije in Portugalske) in macesen. Tu so tudi tisa, navadna leska, brin, oreh, divja breskev in mandljevec. V senci le-teh uspeva več vrst vrtnic, kovačnika, grozdičje, kosmulje, gloga, rododendrona in bujnega zelišča, med katerim je po pogostnosti in številu rodov pomembna družina ranunkulus. Tudi tu najdemo limonovec in divjo trto, vendar sta pogostejši v severnih gorah. Oreh in hrast (črničevje in črnika) se spuščata v sekundarne višine, kjer se mešata z jelšo, jesenom, brinom, z vrstami Astragalus. Tukaj so tudi Indigoferae in nagnoj.
V Afganistanu je gozdna pokritost okoli 2 % celotne kopenske površine, kar ustreza 1.208.440 hektarjem gozda leta 2020, kar je bilo nespremenjeno od leta 1990. Leta 2020 je gozd, ki se naravno obnavlja, pokrival 1.208.440 hektarjev. Od gozda, ki se naravno obnavlja, je bilo 0 % primarnih gozdov (sestavljenih iz avtohtonih drevesnih vrst brez jasno vidnih znakov človekovega delovanja) in približno 0 % gozdnih površin je bilo ugotovljenih znotraj zavarovanih območij. Za leto 2015 je bilo prijavljenih 100 % gozdnih površin v javni lasti. 
Do 1000 m rastejo divja oljka, brškin, divji liguster, akacije in mimoze, češmin in zizifus; in v vzhodnih vejah verige Nannerops ritchiana (ki se uporablja za različne uporabne namene), Bignonia,  Salvadora persica, verbena, akant, sorte Gesnerae.
Najnižji končni grebeni, zlasti proti zahodu, so, kot rečeno, po videzu goli. Njihova redka vegetacija je skoraj v celoti zeliščna; grmovje je le občasno; dreves skorajda ni. Praproti in mahovi so skoraj omejeni na višja območja.
V nizkem grmičevju, raztresenem po delih turobnih ravnic Kandaharske planote je mogoče najti metuljnice, trnate rastline iz podreda papilionaceous, kot so kamelji trn (Hedysarum alhagi), astragalus v več različicah, Ononis spinosa, katere vlaknate korenine pogosto služijo kot zobna ščetka; rastline iz podreda mimoz, kot občutljiva mimoza; rastlina iz družine rutnic, ki jo domačini imenujejo lipad; navadni pelin; tudi nekatere orhideje in več vrst Salsola. Ruta in pelin se splošno uporabljata kot domača zdravila - prva za revmatizem in nevralgijo; slednji pri zvišani telesni temperaturi, oslabelosti in dispepsiji, pa tudi za sredstvo proti črevesju. Lipad naj bi zaradi močnega neprijetnega vonja odganjal zle duhove. Ponekod, kjer zasedajo strani in vdolbine grap, najdemo navadni oleander, imenovan v perzijščini khar-zarah ali ass-bane, divji nagnoj in različne indigoferae.
V zadnjih nekaj desetletjih je bilo v Afganistanu uničenih 90 % gozdov, velik del lesa pa je bil izvožen v sosednji Pakistan. Posledično bi lahko bil velik odstotek afganistanske zemlje izpostavljen eroziji tal in dezertifikaciji. Pozitivno je, da Karzajeva administracija in mednarodne organizacije pomagajo pri reševanju tega problema s pogosto sajenjem milijonov sadik. Afganistan je imel leta 2018 povprečno oceno indeksa celovitosti gozdne krajine 8,85/10, kar ga je uvrstilo na 15. mesto med 172 državami.